# Arvīds Jansons
Arvīds (ook wel Arvid) Jansons (Liepāja, 10 oktober 1914 - Manchester 21 november 1984) was een Letse violist, dirigent en muziekpedagoog. Hij was de vader van de dirigent Mariss Jansons.

## Leven
Arvīds Jansons begon in 1929 als vioolleerling aan het stedelijke conservatorium in Liepāja. Na zijn afstuderen in 1935 werd hij violist in het orkest van de Letse Nationale Opera in Riga, terwijl hij daar intussen verder studeerde aan het Letse Conservatorium bij Rudolf Mikelson (viool) en Arvid Noriš (compositie). Het werken onder leiding van bekende dirigenten als Erich Kleiber en Leo Blech inspireerde hem tot het nemen van directielessen bij die laatste.
Nog in Liepāja leerde hij zijn latere vrouw Ida (Iraida) Blumenfeld kennen, die als mezzosopraan aan het plaatselijke operatheater verbonden was. Na zijn verhuizing naar Riga trouwde het paar. Als gevolg van de Duitse bezetting van Letland in 1941 werd Iraida Jansons, samen met haar familie, gedwongen tot verblijf in het Joodse ghetto van Riga. Haar familie zou worden weggevoerd en omgebracht. Kort voor de geboorte van hun zoon Mariss op 14 januari 1943 wist Iraida te ontsnappen.
In 1944 maakte Arvīds Jansons zijn debuut als dirigent met Tsjaikovski's Zwanenmeer. Nadat de Duitse bezetters in 1944/1945 waren afgelost door de Russische werd Jansons benoemd tot tweede dirigent van de Letse Opera, een functie die hij tot 1952 zou bekleden. Vanaf 1947 was hij daarnaast dirigent van het orkest van de Letse radio.
In 1946 werd hij onderscheiden met het Ereteken van de Sovjet-Unie en in 1951 met de Stalinprijs. Jansons probeerde zich desondanks politiek zoveel mogelijk afzijdig te houden en heeft altijd kunnen vermijden lid van de Communistische Partij te moeten worden.
In 1952 werd hij assistent-dirigent van het Filharmonisch Orkest van Leningrad naast Jevgeni Mravinski en Kurt Sanderling. Pas vier jaar later volgde zijn gezin hem naar Leningrad; een grote overgang, aangezien vrouw noch kinderen goed Russisch spraken.
Bij het orkest bracht hij een breed repertoire, met naast de grote werken uit de klassieke orkestliteratuur ook veel muziek van Sovjetcomponisten. Met name uit de laatste categorie verscheen een aantal door hem gedirigeerde opnamen op grammofoonplaat. Ook dirigeerde hij Letse muziek, onder meer van Ādolfs Skulte en Romualds Grīnblats.
In de tweede helft van de jaren vijftig begon hij regelmatig in het buitenland op te treden. Zijn actieradius bleef niet beperkt tot het toenmalige Oostblok. Vanaf 1958 trad hij regelmatig op in Japan; later volgden ook concerten in Australië, Verenigde Staten en diverse West-Europese landen. Sedert 1965 was hij vaste gastdirigent van het Hallé Orchestra in Manchester.
In 1972 werd hij benoemd tot docent opera- en symfonieorkestdirectie aan het Leningrader Conservatorium, een functie die hij tot zijn dood zou vervullen.

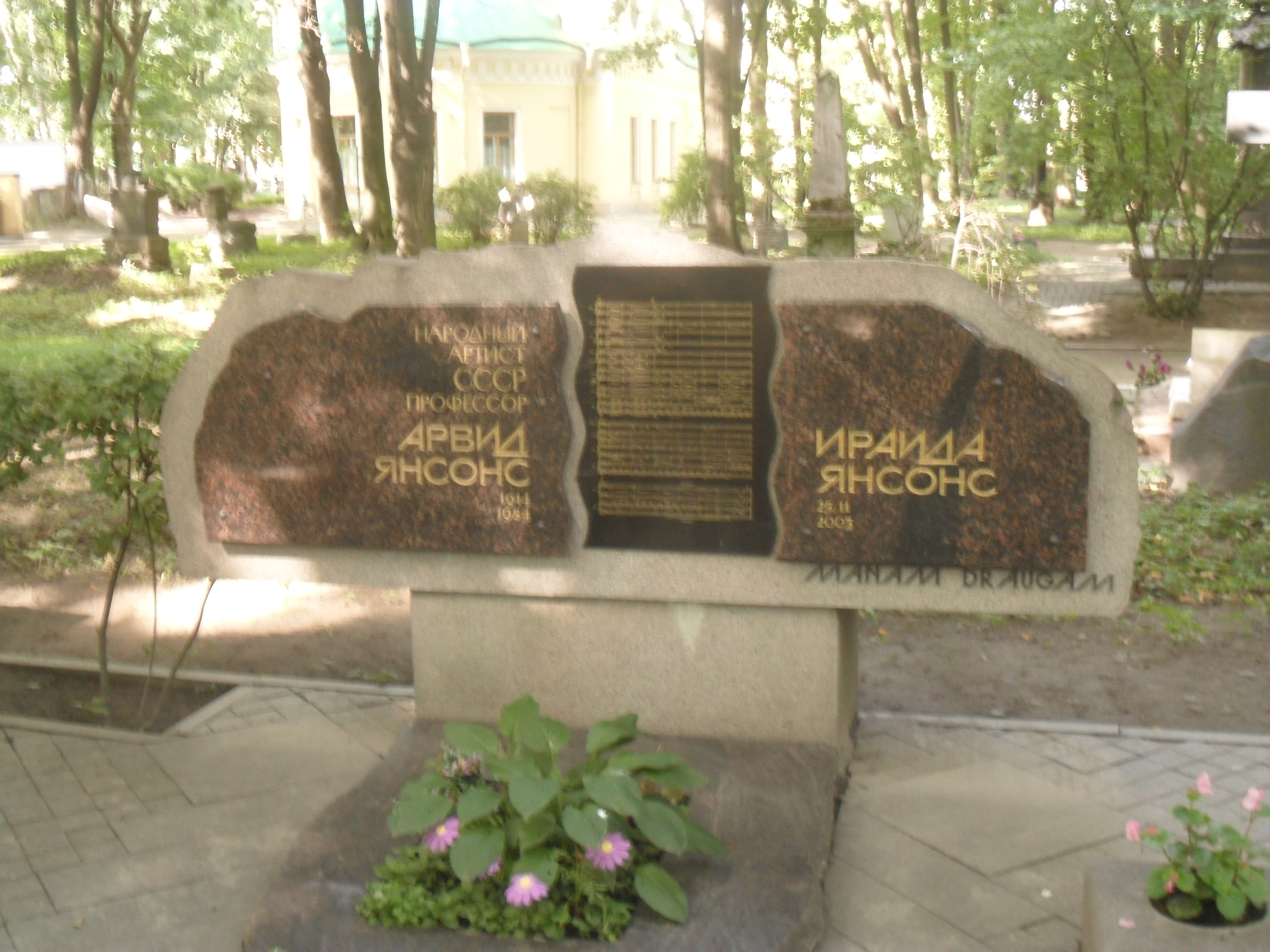
Het graf van Jansons in Sint-Petersburg.

Jansons overleed aan de gevolgen van een hartinfarct tijdens een uitvoering van de vijfde symfonie van Mahler in Manchester. Hij werd begraven op de Volkovobegraafplaats in het toenmalige Leningrad. Zij graf bevindt zich naast dat van collega-dirigent Karl Eliasberg

## Onderscheidingen
- Ereteken van de Sovjet-Unie 1946 en 1956
- Stalinprijs 1951
- Volksartiest van de RSFSR 1968
- Volksartiest van de Sovjet-Unie 1976
- Orde van de Rode Vlag van de Arbeid
- Orde van de Volkerenvriendschap 1983

## Plaatopnamen (selectie)
- Ludwig van Beethoven: Symfonie no. 9
- Antonín Dvořák: Symfonie no. 9
- Manuel de Falla: El amor brujo
- César Franck: Symfonie in D gr.t.
- Romualds Grīnblats: Pianoconcert
- Franz Liszt: Symfonisch gedicht Tasso
- Alexander Lokshin: Symfonie no. 2
- Andrei Petrov: Symfonisch gedicht voor strijkers, orgel, vier trompetten en slagwerk
- Hilding Rosenberg: Vioolconcert no. 2
- Ādolfs Skulte: Symfonie no. 3
- Pjotr Iljitsj Tsjaikovski: Suite no. 1 en Symfonie no. 3